# Іван Кобилко
Іван Кобилко (1882, с. Келеберда  — 1951, Париж) —  Перший помічник комісара шляхів Української Народної Республіки. Активний учасник Української революції 1917–1921, ветеран Московсько-Української війни 1918-1921, начальник Корпусу залізничної охорони та організатор виробництва Військових панцирників Армії УНР. Видатний представник міжвоєнної політичної еміграції УНР, організатор українського життя на Берестейщині у часи Другої світової війни. Політичний в'язень польських, російських та німецьких тюрем. 

## Життєпис
Іван Кобилко народився 17 серпня 1882 у містечку  Келеберда Полтавської губернії (тепер Кременчуцького району Полтавської області). 
Здобув освіту інженера-механіка. 
Працював на залізниці, згодом на флоті. Деякий час ходив морем у далекі рейси до Владивостока і Сінгапура. Після цього повернувся на залізницю і почав працювати ревізором «служби тяги» на Запоріжжі. 

### Українська революція 1917—1921
У 1917 підтримує початок Української революції. 
Як комісар залізниць Запоріжжя посприяв їх переходу у юрисдикцію Генерального Секретаріату Центральної Ради, що було стратегічно важливо, як з військової так і з економічної точки зору. 
Поряд із цим Іван Кобилко займається організацією «Просвіт», відкриває кіоски на залізничних станціях, де продають українську літературу. Очевидно, що завдяки своїй позиції та активній діяльності у розбудові молодої держави, Іван Кобилко стає членом Головної ради залізничників і в результаті першим помічником комісара шляхів України. 
Після початку бойових дій з російськими большевиками, Кобилко тісно співпрацює із штабом армії УНР, зокрема у питанні виготовлення панцерних потягів, окрім того бере участь у створенні вільного козацтва і Корпусу залізничної охорони. 
Після падіння Гетьманату, Іван Кобилко спільно із міністром шляхів Юрієм Коллардом займається питанням перешиття залізничної дороги на широку колію до Тернополя. 
На той час армія УНР відступала і потребувала бази у тилу. Згодом ця територія отримала назву «Трикутника смерті». 
Поряд із цим Іван Кобилко організовує санітарну службу і харчову допомогу для вояків знесилених боями і хворих на тиф до Чорного Острова і Війтовець на Хмельниччині. 
Згодом евакуйовані вагони з майном стали у нагоді під час наступу польсько-української армії на Київ, їх значна частина також була відправлена як допомога ЗУНР.

### Поразка української революції 1917—1921, еміґрація
Після поразки революції Іван Кобилко відповідав за евакуацію державного майна до Ченстохова (місто у Сілезькому воєводстві Польщі). 
Після Ризького мирного договору Кобилко, так само, як і тисячі інших військових і державних діячів УНР залишився проживати на території Польщі. 
У 1921 в містечку Янів (нині Іваново Брестської області Білорусі) Іван Кобилко заснував будівельну фірму, філіал якої знаходився і у Володимирі-Волинському. 
Важливо зауважити, що він давав роботу для тисяч втікачів і звільнених із таборів інтернованих вояків армії УНР. 
На той час родина Івана Кобилка – дружина Анна із дочкою Катериною перебували на окупованій більшовиками території у Жмеринці (нині Вінницька область). Повернутись додому, по родини, означало наразитись на репресії, тому Кобилко найняв для цього професійних контрабандистів. Завдяки їм восени 1923 дружина з донькою таємно переходять через кордон на територію Польщі. Родина знову об’єднується в містечку Янів, де у подружжя незабаром народжується син Аскольд. 
Фірма Кобилка успішно розвивається, виконує значні замовлення польського уряду. Зокрема, бере участь у будівельних роботах на Дніпро-Бузькому каналі, споруджує на початку 1930-х міст через р. Прип’ять у Пінську (Білорусь). Цій події було приурочено навіть випуск листівки. 
Про особисті якості Івана Кобилка свідчить той факт, коли під час будівництва мосту були виявлені численні артефакти періоду Хмельниччини, він особисто пильнував за кожною знахідкою, щоб вона була передана краєзнавчому музею. Як пригадує його син, щовечора, знайдені речі вантажились на підводи, так щоб робітники не змогли їх привласнити і відвозились у музей. Після виконання контракту у Пінську, родина Кобилків переїздить у Брест (Білорусь). Там, на вул. Яна Собеського, 12 вони збудували новий будинок. У сімейному архіві Кобилків зберігся план із фотографіями цього будинку, а також документ – звернення від 25 липня 1938 до міської влади Бресту із проханням виставити паркан поблизу будинку загальною висотою 1,5 м. 

### Громадсько-просвітницька діяльність на еміґрації
Окрім підприємницької діяльності, Іван Кобилко активно підтримував українське громадсько-політичне життя в Польщі. Зокрема, докладав зусиль у справі відкриття українських шкіл, «Просвіт», відстоював створення кооперативів. 
Більше того, налагодив нелегальний зв'язок із совєцькою Україною через «зелений коридор». Прикладом останнього може виступати вже згаданий перехід через польський кордон дружини і дочки. 
Варто також зазначити, що за спогадами сина, Іван Кобилко був знайомий із майбутнім командиром «Поліської січі» Тарасом Боровцем («Тарас Бульба»), який постачав базальт для його фірми. 
Родина Кобилків також підтримувала церкву і в’язнів політичного концтабору Береза-Картузька (нині м. Береза Брестської області Білорусі), серед яких було багато українських політичних діячів у тому числі і вже згаданий Тарас Боровець. 

### Стосунки із совєцькими і польськими спецслужбами
Активна проукраїнська позиція Кобилка не лишалась поза увагою, як польських так і совєцьких спецслужб. 
Зокрема, його прізвище ми знаходимо у складеному органами НКВС «Списку активних діячів українських націоналістичних організацій на території Польщі за 1926–1928 рр.». 
За даними совєцької розвідки командир інженерної частини армії УНР Іван Кобилко, станом на 1927 проживав у м. Яново Дрогичівського повіту Поліського воєводства, був пов'язаний із Українським центральним комітетом у Польщі. 
У 1930 Іван Кобилко був арештований за рішенням майбутнього воєводи Вацлава Костка-Бернацького. 
Однак на меті у поляків було просто застерегти успішного підприємця від проукраїнської діяльності. Тому Кобилко пробув у в’язниці м. Брест всього лиш 48 год.
Якщо польська влада залякувала, то совєцька використовувала практику прямих репресій. Після приходу Червоної армії у 1939 в Західну Білорусь, родина Кобилків була змушена залишити Брест, оскільки 19 січня 1940 їхній будинок було націоналізовано. 
Місцем нового проживання стало м. Ковель Волинської області. Однак, тут Іван Кобилко на довгий час не затримався, бо так і не знайшов роботи для себе. 

### Початок німецько-радянської війни
На той час Кобилки проживали у Луцьку на вул. Високій, 8. Син Аскольд навчався в українській гімназії до її закриття німецькою владою. У місті у цей час також працював наречений доньки Катерини – член ОУН(м) Олег Штуль. До речі, 1941 р. в міській друкарні Луцька була видана його брошура з історії України «Віки говорять», разом із книгою «Сталінізм» Миколи Сціборського. 

### Життя Івана Кобилка в період німецької окупації
Про життя Івана Кобилка в період німецької окупації поки що розповідають спогади із сімейного архіву, а також фрагментарні згадки у діловодних документах того часу. 
Як свідчать наявні джерела, він працював інженером у Луцькій міській управі і брав участь у добудові лікарні на Красному (нині приміщення Волинського обласного протитуберкульозного диспансеру на вул. Львівській, 50).
Згідно зі свідченнями сина Івана Кобилка – Аскольда, на будівництві у батька працювали євреї і він допомагав їм тікати з міста. Цей період у житті його родини, як і в долі усіх волинян був надзвичайно складним. 
У своїх спогадах за 1943 Аскольд розповідає, що після того, як Луцьк залишила українська районна поліція, до міста увійшли польські підрозділи. Почались арешти свідомих українців. 

#### Арешт співробітниками гестапо, Луцька в'язниця
Ця участь не оминула й Івана Кобилка. 29 червня 1943 він був арештований співробітником гестапо Густавом Роунгеном. Після прибуття до луцької в’язниці Івана Кобилка обшукали, забрали гроші, годинник, течку з паперами і відвели до камери № 7. 
Враховуючи те, що свідчень про німецьку в’язницю в Луцьку збереглась незначна кількість, спогадам Івана Кобилка варто надати більшої уваги. Він пригадує, що у камері було велике вікно і перебувало ще шестеро осіб, а саме: директор обласної кооперації Микола Степанюк, директор «Заготскоту» і його заступник, директор відділу млинів Царюк із заступником, а також один росіянин з-під Сталінграду. Сніданок розпочинався о 7 год. ранку. Кожному давали по шматку хліба і каву без цукру, яка була налита у банку з-під консервів. Обід був такий самий як і сніданок – коробка консервів і шматок чорного хліба. Керував в’язницею німець старшого віку на ім’я Кріс, який ходив із собакою-вовком і сам брав участь у розстрілах людей. 
5 липня 1943 до луцької в’язниці на вантажних автомобілях привезли багато людей. На подвір’ї були виставлені столи і стільці, прибув начальник луцького гестапо доктор Фішер з іншими своїми співробітниками. Комісія почала викликати по прізвищах тих, кого тільки що привезли, а також тих, хто вже був у в’язниці. Першим викликали колишнього посадника міста Є. Тиравського з дружиною. Жінок і чоловіків розділяли окремо. У своїх спогадах Іван Кобилко називає прізвища інших лучан, які проходили через так звану комісію. У результаті він опинився у камері № 16, яка мала два вікна, котрі виходили на р. Стир. Разом із Кобилком у цій камері також були доктор Залевський, доктор Омельчук, інженер Поліщук, священник Малюжинський, інтендант Соловей, пан Степанюк, директор Білецький, посадник Тиравський, директор контори «Заготскот». О 12 год. їм принесли обід у вигляді юшки і шматка хліба. Єдиним позитивом було те, що вікна у камерах відчинялись і в’язні могли дихати свіжим повітрям. Незабаром усіх почали знову виводи і садити по 12 чоловік у вантажівки покриті брезентом. У кузові також розташовувалась охорона, яка складалась із двох гестапівців. Усіх попередили, що при втечі будуть одразу розстрілювати. 

#### Переїзд до Рівненської в'язниці
Арештованих привезли у рівненську в’язницю. Усіх пошикували у дві шеренги і по двох заводили у спеціальну кімнату для обшуку. Далі усіх повели у підвал, того хто затримував колону били гумовими кийками. 
Кобилко та ще 16 арештованих опинилися у камері № 4. Не луцьких було лише троє. Камера мала 3 м довжини і 2,5 м ширини. Над дверима горіла електрична лампа. Коло входу стояла залізна бочка, яка слугувала туалетом. Камера мала лише одне маленьке віконце з ґратами, але без скла, повітря майже не було. На підлозі були плями від крові, а в коридорі виднілись сліди від куль, у щілинах також була кров. Дехто із в’язнів пригадав, що за декілька тижнів до цього у рівненській в’язниці вбили 500 людей. 
У зв’язку із поважним віком, Івана Кобилка обрали старостою камери, функції перекладача виконував директор луцької гімназії Мануляк. Декого із в’язнів забирали, а когось навпаки приводили, однак залишалась фактично одна й та сама кількість бранців. Щоб змінити положення тіла і відпочити, в’язні завчасно домовлялись між собою про рух. Зокрема, вони лягали спати на бік головами до стіни, ноги клали на ноги. 
Кобилко, як староста камери наказував коли потрібно повертатися. Оскільки місця не було, тому дехто змушений був сидіти і на металевій бочці, яка слугувала туалетом. Підйом починався о 5 год. ранку за дзвінком. Арештантів випускали з камери на 5 хв. щоб вмитися і сходити в туалет. На всіх було три умивальники і три туалети. Після відведеного часу, гестапівець Герман заганяв в’язнів назад використовуючи гумову палицю. Якщо хто не встиг вмитись, того обливали з відра два поліцейські які стояли напоготові. Сніданок був о 8 год. В’язнів виводили на подвір’я, де наливали каву у літрову банку з-під консервів і давали 200 г хліба. Після етапування до Рівного це була перша їжа за добу. Далі бранців повертали назад до камери. Обід складався із кашевої баланди і менше ніж 200 г хліба. 
Арештантів коротко постригли і після обіду відвели до лазні. О 18 год. давали каву, а у 18.30 була перевірка. В’язні розділили між собою обов’язки. По черзі мили підлогу, вели календар на стіні. Через декілька днів встановили контакт з рідними і мали право двічі на тиждень у понеділок і четвер отримувати від них передачі. Ця процедура вимагала від рідних значних зусиль. Скажімо, дружина арештованого мала прибувати о 6 год. ранку і стати в чергу. Відвідувачів записували і близько 8 год. ранку по одному впускали на в’язничне подвір’я. Завчасно усіх попереджали про заборону передачі листів, у випадку порушення вимог розстрілювали арештованого і того хто приніс передачу. Хліб, сало, ковбасу тюремники з метою перевірки розрізували на малі шматочки. Передачу заборонялось обгортати українськими чи німецькими газетами. Це мав бути чистий папір або тканина. 
При отриманні посилок в’язні не бачили своїх родичів. Бранці перебували у спеціальній кімнаті. Після отримання передачі вони мали негайно повертатись в камеру. При цьому слід було одягти чисту білизну, натомість брудну із обгорткою передачі віддавали до в’язничної контори. Очевидно це все повертали назад родичам. 
За словами Івана Кобилка, через деякий час німці почали забирати із передач все сало, яйця, ковбасу, м'ясо, курей, цукор у кубиках. Варто сказати, що нестерпні умови перебування у рівненській в’язниці також підтверджують спогади Софії Степанюк. У її камері № 45 знаходилось 50 жінок. 

#### Визволення із в'язниці і еміґрація до Австрії
Пробувши у в’язницях Луцька і Рівного фактично півроку, Івану Кобилку пощастило вирватися із нацистських кайданів. Не останню роль у цьому зіграла його дружина Анна. Підірвавши здоров’я у жахливих тюремних умовах, Іван Кобилко вже не мав змоги залишатись в Луцьку. До міста наближався фронт. 
Тому 13 січня 1944 Кобилки виїхали з Луцька до Володимир-Волинського, а звідти до Перемишля. 
Наприкінці війни Іван Кобилко опиняється в Австрії, де знову створює фірму, яка спеціалізується на будівельних роботах. Її головний офіс знаходився у м. Ґрац. Підприємство «Johann Kobylko & Co. Ingenieure» мало власний філіал і у м. Інсбрук, де зокрема виконувались роботи на замовлення компанії «Сіменс» («Siemens»). 
Варто зауважити, що дочка Івана Кобилка – Катерина опинилася у таборах для переселенців «Ді-Пі» в м. Ґосляр (Німеччина). Перебуваючи там у 1945 вона вийшла заміж за Олега Штуля, який після смерті Андрія Мельника став головою проводу ОУН, а також упродовж майже 30 років був головним редактором газети «Українське слово», що виходила в Парижі (Франція). 
Як свідчить син Івана Кобилка – Аскольд, в Австрії у певний період часу батько давав роботу майже 2 тис. робітникам, серед яких було багато втікачів від совєцької влади. Однак, за його словами, на той час в Австрії було багато росіян і батько втратив довіру з боку місцевої влади. Ймовірно не останню роль у цьому зіграли й совєцькі спецслужби. 

### Подальша і остання еміґрація до Франції
Відтак Іван Кобилко уже вкотре був змушений емігрувати. Тому 25 липня 1947 він звернувся до французької влади із проханням перетнути кордон разом із своїми 105 працівниками. 
Опинившись у Парижі, він не полишав роботу в українських громадських організаціях, залишаючись таким чином вірним своїм переконанням до кінця життя. 
Іван Кобилко помер 24 жовтня 1951. 
Постать Івана Кобилка ще не достатньо вивчена. Однак, існуючі матеріали переконують у важливості подальших досліджень у цьому напрямку. На прикладі Івана Кобилка можна у черговий раз переконатися в тому, що відстоювати власну точку зору, тим більше проукраїнську, було небезпечно в умовах змінних окупаційних режимів. Попри це діяльність патріотів в громадсько-політичній сфері не припинялась. Навіть опинившись далеко за межами своєї батьківщини, після поразок, невдач і розчарувань, свідоме українство продовжувало виношувати ідею створення держави. Власне через це незалежність України була визнана іншими країнами вже у перший рік її існування.

## Вшанування пам'яті
Від липня 2024 року у селі Келеберда є вулиця його імені.